# Gabriele Münter
Gabriele Münter, född 19 februari 1877 i Berlin, död 19 maj 1962 i Murnau am Staffelsee, var en tysk expressionistisk målare. Hon var en förgrundgestalt för Münchens avantgardescen i början av 1900-talet.

## Biografi
1902 blev Gabriele Münter elev till den ryske konstnären Vasilij Kandinskij vid Phalanx-skolan i München. Hon blev senare även hans älskarinna tills första världskriget skilde dem åt 1914. Som utländsk medborgare av ett fiendeland var Kandinskij då tvungen att återvända hem till Ryssland, medan Gabriele Münter flyttade till det neutrala Schweiz.
Tillsammans med Kandinskij och Alexej von Jawlensky instiftade Münter konstnärsföreningen Neue Künstlervereinigung München i München 1909. Hon levererade bidrag till flera av de viktiga avantgardeutställningarna i Tyskland före världskriget, bland annat Der Blaue Reiter-utställningarna. Efter kriget reste hon mycket, innan hon slog sig ner i Murnau am Staffelsee där hon och Kandinskij hade bott tillsammans alla sommarmånader åren 1909–1914.
Münter levde senare ett tillbakadraget liv. I samband med sin 80-årsdag 1957 donerade hon 120 av Kandinskijs bilder och 60 av sina egna samt en rad andra ledande samtidskonstnärers verk till staden München. Dessa bilder är nu utställda på Lenbachhaus i staden.

## Stil
Münter målade mycket landskap. Hennes stil påminner mer om Jawlenskys än om Kandinskijs. Hon utförde även många stilleben och interiörer. Fokus är ytan, med en kraftfull penselföring och lysande färger.